# Pekalipan (plaats)
Pekalipan is een bestuurslaag in het regentschap Kota Cirebon van de provincie West-Java, Indonesië. Pekalipan telt 6195 inwoners (volkstelling 2010).